# Смачивание
Сма́чивание — способность жидкости поддерживать контакт с твёрдой поверхностью в результате межмолекулярных взаимодействий, когда они сближаются. 
Смачивание бывает двух видов:
- иммерсионное (вся поверхность твёрдого тела контактирует с жидкостью);
- контактное (состоит из двух фаз — твердая, жидкая).

## Описание
Смачивание зависит от соотношения между силами сцепления молекул жидкости с молекулами (или атомами) смачиваемого тела (адгезия) и силами взаимного сцепления молекул жидкости (когезия).
Если жидкость контактирует с твёрдым телом, то возможны два результата:
1. молекулы жидкости притягиваются друг к другу сильнее, чем к молекулам твёрдого тела. В результате силы притяжения между молекулами жидкости собирают её в капельку. Так ведёт себя ртуть на стекле, вода на парафине или «жирной» поверхности. В этом случае говорят, что жидкость не смачивает поверхность;
2. молекулы жидкости притягиваются друг к другу слабее, чем к молекулам твёрдого тела. В результате жидкость стремится прижаться к поверхности, расплывается по ней. Так ведёт себя ртуть на цинковой пластине, вода на чистом стекле или дереве. В этом случае говорят, что жидкость смачивает поверхность.

Степень смачивания характеризуется углом смачивания. Угол смачивания (или краевой угол смачивания) — это угол, образованный касательными плоскостями к межфазным поверхностям, ограничивающим смачивающую жидкость, а вершина угла лежит на линии раздела трёх фаз. Измеряется методом лежащей капли. В случае порошков надёжных методов, дающих высокую степень воспроизводимости (по состоянию на 2008 год), разработано не было. Был предложен весовой метод определения степени смачивания, который пока не стандартизован.
Согласно второму началу термодинамики, смачивание как самопроизвольный процесс сопровождается уменьшением энергии системы, в частности свободной поверхностной энергии Gs.

## Методы измерения
Измерение степени смачивания весьма важно во многих отраслях промышленности (лакокрасочная, фармацевтическая, косметическая и т. д.). К примеру, на лобовые стёкла автомобилей наносят особые покрытия, которые должны быть устойчивы против разных видов загрязнений. Состав и физические свойства покрытия стёкол и контактных линз можно сделать оптимальным по результатам измерения контактного угла.
К примеру, широко распространённый метод увеличения объёмов добываемой нефти при помощи закачки воды в пласт основан на том, что вода заполняет поры и выдавливает нефть. В случае мелких пор и чистой воды это далеко не так, поэтому приходится добавлять специальные ПАВ. Оценку смачиваемости горных пород при добавлении различных по составу растворов можно измерить с помощью приборов. 